# Don't Drink the Water
Don't Drink the Water är en låt av den brittiska rockgruppen Stone Gods. Låten är bandets andra singel, och gavs ut den 27 oktober 2008. Låten återfinns på gruppens debutalbum Silver Spoons & Broken Bones. 
Som B-sidor finns liveversioner av låtarna Making it Hard och Knight of the Living Dead, tagna från "Knight of the Living Dead tour". På denna turné kunde inte Ed Graham medverka, då han skadat sig. Han blev ersatt av Robin Goodridge.

## Låtlista
Samtliga låtar skrivna av Richie Edwards, Dan Hawkins, Toby MacFarlaine och Ed Graham.
1. "Don't Drink the Water" – 2:49
2. "Making it Hard" (live) – 3:57
3. "Knight of the Living Dead" (live) – 4:16

## Medverkande
- Richie Edwards - sång, gitarr
- Dan Hawkins - gitarr, kör
- Ed Graham - trummor
- Toby MacFarlaine - bas, kör
- Robin Goodridge - trummor